# Heartbleed

Logotip per representar l'error Heartbleed. El logo i el nom Heartbleed («hemorràgia al cor» en anglès) han contribuït a la sensibilització pública del problema.

Heartbleed és un error de programari a la biblioteca de criptografia d'OpenSSL de codi obert, el que permet a un atacant llegir la memòria de l'ordinador host (per exemple, un servidor Web), el que els permet recuperar dades potencialment sensibles a la privacitat.
Sobre la base dels exàmens dels registres d'auditoria dels investigadors, s'ha informat que alguns atacants podrien haver explotat el defecte durant almenys cinc mesos abans del descobriment i anunci. S'han rebut informes no confirmats que l'Agència de Seguretat Nacional dels Estats Units era conscient de la falla des de poc després de la seva introducció, però va decidir mantenir-lo en secret, en lloc d'informar que, per tal d'explotar-per als seus propis interessos.

## Història
A l'abril de 2014, Neel Mehta, d'equip de seguretat de Google informar d'un error en totes les versions d'OpenSSL de la sèrie 1.0.1 llançat des del 14 de març de 2012. La decisió va suposar un error de maneig de memòria severa en l'aplicació de la capa de transport (TLS) extensió Heartbeat. Aquest defecte podria ser utilitzat per a revelar fins a 64 kilobytes de memòria de l'aplicació amb cada Heartbeat. L'error s'ha registrat a les vulnerabilitats comuns i sistema d'exposicions com CVE-2014-0160.
L'error s'exerceix mitjançant l'enviament d'una sol·licitud del Heartbeat mal format al servidor per tal d'obtenir la resposta del servidor, que normalment consisteix en el mateix buffer de dades que es va rebre. A causa de la manca de comprovació dels límits, les versions afectades d'OpenSSL no verifiquen la validesa de la mida de la petició batec del cor, el que permet als atacants llegir una mida arbitrari de memòria del servidor.
La vulnerabilitat ha existit des del 31 de desembre de 2011 i el codi vulnerable ha estat d'ús generalitzat des del llançament de la versió 1.0.1 en OpenSSL 14 març 2012. Va ser presentat per un doctorat alemany estudiant de la University of Duisburg-Essen.
L'error va ser nomenat per un enginyer de la Codenomicon, una companyia de seguretat cibernètica de Finlàndia, que també va crear el logotip de Heartbleed, i va posar en marxa el domini Heartbleed.com per explicar l'error al públic. D'acord amb Codenomicon, Neel Mehta, de l'equip de seguretat de Google registrar per primera vegada l'error d'OpenSSL, però Google i Codenomicon el van descobrir de forma independent.

## Comportament
Mitjançant la lectura d'un bloc arbitrari de la memòria del servidor web, els atacants podrien rebre dades sensibles, el que compromet la seguretat del servidor i els seus usuaris. Dades vulnerables inclouen clau mestra privada del servidor, el que permetria als atacants desxifrar el trànsit actual o emmagatzemada a través d'atacs passius man-in-the-middle (si Perfect forward secrecy no és utilitzat pel servidor i el client), o actius man-in-the-middle, si s'utilitza Perfect forward secrecy. L'atacant no pot controlar quines dades es retornen, ja que el servidor respon amb un tros aleatori de la seva pròpia memòria.
L'error també pot revelar parts no xifrades de les peticions i les respostes, incloent les dades d'enviament de formulari en els usuaris dels usuaris peticions, les galetes de sessió i contrasenyes, el que podria permetre a atacants segrestar la identitat d'un altre usuari del servei. En la seva divulgació, aproximadament el 17% o la meitat d'un milió de servidors web segurs d'Internet certificats per entitats de confiança es creu que han estat vulnerables a un atac. The Electronic Frontier Foundation, Ars Technica, and Bruce Schneier tots considerin la vulnerabilitat Heartbleed "catastròfica". Forbes columnista de la ciberseguretat, Joseph Steinberg, descriu l'error com potencialment "el pitjor punt vulnerable detectat (almenys en termes del seu potencial impacte), ja que el trànsit comercial va començar a fluir a través d'Internet".

### Pegat
L'error és classificat com un buffer sobre-lectura, una situació en la qual el programari permet que més dades poden llegir el que hauria de ser permès.
Versió 1.0.1g d'OpenSSL afegeix alguns ounds checks per evitar que l'excés de memòria intermèdia de lectura. Per exemple, la prova
```
if
 
(
1
 
+
 
2
 
+
 
payload
 
+
 
16
 
>
 
s
->
s3
->
rrec
.
length
)
 
return
 
0
;
 
/* silently discard per {{RFC|6520}} sec. 4 */

```

s'ha afegit en el principi de la línia
```
pl
 
=
 
p
;

```

Una llista completa de canvis està disponible a git.openssl.org Arxivat 2014-04-13 a Wayback Machine..
Amb els pegats de programari (la biblioteca OpenSSL i tots els binaris enllaçats estàticament) corregeix l'error, executeu el programari seguirà utilitzant el seu codi d'OpenSSL en memòria amb el cuquet fins que cada aplicació es tanqui i es torna a arrencar, de manera que es pot carregar el codi pedaç. A més, per tal de recuperar la privadesa i el secret, han de ser substituïdes totes les dades privades o secretes, ja que no és possible saber si estaven compromeses, mentre que el codi vulnerable estava en ús:
- els parells de claus privades clau-pública, possiblement compromeses han de ser regenerades,
- tots els certificats relacionats amb aquests parells de claus compromesos possiblement necessiten ser derogats i substituïts, i
- totes les contrasenyes en els servidors possiblement compromesos necessiten ser canviades..

### Proves de vulnerabilitat de serveis
Diversos serveis es van posar a disposició per provar si l'error Heartbleed estava present en un lloc determinat, per exemple :
- Eina de prova Heartbleed per una empresa de seguretat de TI de Europa[32]
- Escàner Heartbleed per cryptologist italià Filippo Valsorda[33]
- Escàner Metasploit Heartbleed[34]
- Escàner Servidor Heartbleed per Rehmann[35]
- Lookout Mobile Security Heartbleed Detector, una aplicació per a dispositius Android que determina la versió d'OpenSSL del dispositiu i indica si la vulnerabilitat Heartbleed està activa[36]
- Corrector Heartbleed organitzada per LastPass[37]
- Escàner rang de xarxa per a la vulnerabilitat Heartbleed per una companyia de proves de seguretat[38]
- Escàner Oficial en Python des Redhat (no cal connexió de xarxa)«https://access.redhat.com/labs/heartbleed/heartbleed-poc.py».
- Qualys SSL Labs' SSL Server Test que no només busca el bug Heartbleed, però també pot trobar altres errors d'implementació SSL / TLS insegurs com el suport a la SSL2 totalment trencat, renegociació insegur, i xifres febles.[39]
- Extensions del navegador, com Chromebleed Arxivat 2014-10-18 a Wayback Machine. i FoxBleed Arxivat 2014-10-12 a Wayback Machine..

Altres eines de seguretat han afegit suport per a la recerca d'aquest error. Per exemple, Sourcefire ha publicat les regles de Snort per detectar atacs al tràfic Heartbleed i possible tràfic de resposta Heartbleed. Tenable Network Security escriure un plugin per al seu escàner de vulnerabilitats Nessus va escriure un plugin per al seu escàner de vulnerabilitats Nessus que pot escanejar per aquest error.

## Serveis afectats
Les següents versions d'OpenSSL estava determinat a ser vulnerables: :
- OpenSSL 1.0.2-beta
- OpenSSL 1.0.1 – OpenSSL 1.0.1f
  - LLevat que una revisió del sistema operatiu per CVE-2014-0160 s'hagi instal·lat això no canvia la versió de la biblioteca, que és el cas de Debian (incloent derivats com Ubuntu i Linux Mint), FreeBSD i Red Hat Enterprise Linux, incloent-hi els derivats d'aquestes com CentOS i Amazon Linux.

Les següents versions d'OpenSSL inclouen pegats per arreglar el bug Heartbleed:
- OpenSSL 1.0.2-beta2 (propera)
- OpenSSL 1.0.1g
- OpenSSL 1.0.0 (i 1.0.0 següents actualitzacions)
- OpenSSL 0.9.8 (i 0.9.8 següents actualitzacions)

### Pàgines web i serveis web
Els següents llocs tenen serveis afectats o han fet anuncis que es recomana que els usuaris actualitzin les contrasenyes en resposta a l'error:
LastPass Password Manager no era vulnerable, causa del seu ús de confidencialitat directa, però es recomana que els usuaris canviïn les contrasenyes que emmagatzema LastPass per als llocs web vulnerables.
LogMeIn va afirmar haver "molts productes i parts dels nostres serveis que es basen en OpenSSL actualitzat".

### Aplicacions de programari
- IPCop 2.1.4 va ser llançat el 8 d'abril 2014, amb una solució de "the OpenSSL library everybody is talking about".[45]
- LibreOffice va ser llançat el 10 d'abril 2014, amb un arranjament per CVE-2014-0160[46]
- LogMeIn va afirmar haver "molts productes i parts dels nostres serveis que es basen en OpenSSL actualitzat".[44]

## Reacció
En el dia de la convocatòria 7 abril 2014, el Projecte Tor publicar un anunci al seu bloc i va advertir que qualsevol persona que busqui "l'anonimat fort o la privacitat a Internet" hauria "d'estar lluny d'Internet completament en els pròxims dies, mentre les coses es normalitzin. " També van recomanar que els operadors de repetidors Tor i operadors de serveis ocults revocar i generar noves claus després de posar pegats OpenSSL, però van assenyalar que els repetidors Tor utilitzen dos jocs de claus i que el disseny multi-hop de Tor minimitza l'impacte de l'explotació d'un sol repetidor.
La Canada Revenue Agency (CRA) va tancar la seva pàgina web els serveis electrònics a causa de les preocupacions de seguretat per l'error Heartbleed.
Mantenidors de la plataforma, com la Fundació Wikimedia aconsellar als seus usuaris canviar contrasenyes.
Una anàlisi publicat en GitHubdels 1000 llocs web més visitats a partir del 8 abr 2014 va revelar vulnerabilitats en llocs Yahoo!, Imgur, Stack Overflow, Slate, i DuckDuckGo.
Theo de Raadt, fundador i líder dels projectes OpenBSD i OpenSSH, ha criticat els desenvolupadors d'OpenSSL per eludir explícitament OpenBSD C biblioteca estàndard explotar contramesures, dient " OpenSSL no és desenvolupat per un equip responsable"
L'autor de l'error, Robin Seggelmann, va declarar que "es va perdre la validació d'una variable que conté una longitud" i va negar qualsevol intenció de presentar una aplicació incorrecta.
Bloomberg News va informar que l'Agència de Seguretat Nacional dels Estats Units explotat regularment l'insecte per reunir intel·ligència, i ha estat conscient de l'error durant almenys dos anys.